# 死士
死士，即不畏死的勇士，這類人通常是特別訓練，並用來從事自殺攻擊的任務，也有的是用來拼死保護重要的人，不論最後任務成功或失敗，鮮少有生還機會。
死士由來久遠，最早可追溯至周武王伐紂時，《尉繚子·武議》：“武王伐紂，師渡盟津，右旄左鉞，死士三百，戰士三萬。紂之陳億萬，飛廉、惡來身先戟斧，陳開百里。”春秋戰國時代，諸侯、公子多養死士，如楚國春申君被李園的死士所殺，燕國太子丹的門客荊軻即為著名的死士。

## 另見
- 福島50死士
- 神風特攻隊